# Parc provincial et aire protégée de Seven Sisters
Le parc provincial de Seven Sisters est un parc provincial et une aire protégée de la Colombie-Britannique au Canada protégeant une partie de la chaîne Howson entre Hazelton et Terrace et couvrant environ 27 200 hectares.